# Radiówek
Radiówek – osada w Polsce położona w województwie mazowieckim, w powiecie otwockim, w gminie Wiązowna. Nazwę ustalono 24 stycznia 1962.
Miejscowość jest odrębną jednostką pomocniczą w gminie Wiązowna o nazwie Osiedle Radiówek.
W latach 1975–1998 miejscowość należała administracyjnie do województwa warszawskiego.
Wierni Kościoła rzymskokatolickiego należą do parafii św. Wojciecha Biskupa i Męczennika w Wiązownie.

## Historia
Historia Radiówka sięga lat 30. XX wieku, kiedy to zakupiono teren pod budowę osiedla. W latach 1938–39 na zlecenie Ministerstwa Poczt i Telegrafów firma A. Szretera z Warszawy rozpoczęła budowę zespołu obiektów radiostacji krótkofalowej z podzespołów pochodzących ze Szwecji. Do wojny powstały obiekty naziemne radiostacji i budynek mieszkalny usytuowany przy szosie lubelskiej. Nie zostały one jednak wyposażone i przed wojną radiostacja nie funkcjonowała. W latach 1944–45 na terenie radiostacji znajdował się punkt sanitarny i szpital polowy żołnierzy 1 Armii Wojska Polskiego.
Zaraz po zakończeniu II wojny światowej przystąpiono do aktywowania radiostacji. Około 1948 roku zaczęto montaż urządzeń technicznych i jednocześnie rozpoczęto budowę osiedla dla jej pracowników. W założeniu w wybudowanych domach mieli mieszkać tylko pracownicy radiostacji, którą około 1951 roku w okresie zimnej wojny rozbudowano o obiekty podziemne. W okresie tym radiostację obok osiedla nadzorował Korpus Bezpieczeństwa Wewnętrznego, a potem Jednostki Nadwiślańskie MSW. Była to jedna z kilku stacji znajdujących się wokół Warszawy zagłuszających Głos Ameryki i Radio Wolna Europa nadając na częstotliwościach tych rozgłośni szumy i trzaski. Na zamkniętym terenie znajdował się również tajny ośrodek łączności dla celów dyplomatycznych i agenturalnych. Pozostał po nim wielokondygnacyjny podziemny schron, niegdyś wyposażony we własny generator, śluzy i filtry.
Budowa osiedla zakończyła się w 1950 roku, a jej zamysł był podobny jak w przypadku warszawskiego Osiedla Łączności (Boernerowa). W związku z powojennym "głodem mieszkaniowym" w Warszawie, osiedlali się tu także urzędnicy instytucji związanych z ministerstwem łączności. W późniejszym czasie wprowadzili się tu również lekarze dojeżdżający do pracy w Warszawie czy pracownicy Instytutu Badań Jądrowych w Świerku. Osiedle stanowiło zespół dwóch domów sześciorodzinnych i dwudziestu dwóch bliźniaków, uzupełniony o tzw. Dom Społeczny, który łączył w sobie funkcje kulturalne, oświatowe i usługowe. Mieściły się w nim w różnych okresach rozmaite placówki: kino-teatr, biblioteka, sklep spożywczy, przedszkole, ośrodek zdrowia, szkoła i ośrodek szkoleniowy. Wszystkie domy miały bieżącą wodę i były wyposażone w łazienki, a całe osiedle było skanalizowane i podłączone do własnej oczyszczalni ścieków.
W początkowej fazie swojego istnienia osiedle było ogrodzone, ale dostępne dla wszystkich, natomiast radiostacja, która była obiektem militarnym znajdowała się pod ochroną strażników – z tego względu nazwa Radiówek na mapach topograficznych i samochodowych pojawiła się dopiero pod koniec lat osiemdziesiątych. Jako autora nazwy wskazuje się Jerzego Jędrzejczaka, wieloletniego mieszkańca i administratora, który wskazał tę nazwę jako lepiej brzmiącą i bardziej kojarzącą się z resortem-właścicielem niż początkowa "Radiostacja".
Na przełomie lat sześćdziesiątych i siedemdziesiątych wewnątrz osiedla wydzielono cztery działki z przeznaczeniem dla gminnych nauczycieli. Z czasem powstały na nich jeszcze cztery prywatne domy, niezwiązane stylem z resztą zabudowań. Z biegiem lat osiedle, będące własnością najpierw Stacji Radiowych i Telewizyjnych w Warszawie, a potem Telekomunikacji Polskiej zaczęło podupadać - zaprzestano inwestowania w budynki i infrastrukturę, niektóre z osiedlowych domów nieremontowane popadały w stopniową ruinę, te, o które dbali ich najemcy były w znacznie lepszym stanie. Sieć kanalizacyjna przestała również funkcjonować, a nieczystości były transportowane przez samochody asenizacyjne; budynek, który służył dawniej jako oczyszczalnia pełnił później funkcję zbiorczego szamba.
W 1996 roku Radiówek został przekazany przez Telekomunikację Polską władzom gminy Wiązowna. Gmina dokonała podziału terenów osiedlowych na poszczególne działki wraz z domami, a w 1998 roku odsprzedała je ich dotychczasowym najemcom. Część wydzielonych działek wraz z Domem Społecznym, drogą i oczyszczalnią ścieków pozostały własnością Gminy. W lipcu 2015 roku osiedle zostało podłączone do gminnej sieci kanalizacyjnej.

## Atrakcje i instytucje pomocowe
W Radiówku zlokalizowany jest park im. George'a Bidwella. Ponadto w miejscowości znajdują się: osiedlowy klub, boisko piłkarskie z piłkochwytami, plac zabaw i siłownia plenerowa. Przy osiedlu Radiówek znajdują się ogródki działkowe, zarządzane przez Stowarzyszenie Użytkowników Działek Rekreacyjnych "Radiówek".
W Radiówku swoją siedzibę ma Centrum Usług Społecznych Gminy Wiązowna oraz Centrum Wolontariatu, Stowarzyszenie Seniorów "Bądźmy Razem", Stowarzyszenie Rodzin i Przyjaciół Osób Niepełnosprawnych Intelektualnie "Jesteśmy" wraz z Warsztatami Terapii Zajęciowej działającymi przy tym stowarzyszeniu. Funkcjonuje tu również Stowarzyszenie Przyjaciół Radiówka, które wydaje Biuletyn informacyjny mieszkańców Osiedla Radiówek "Głos Radiówka".

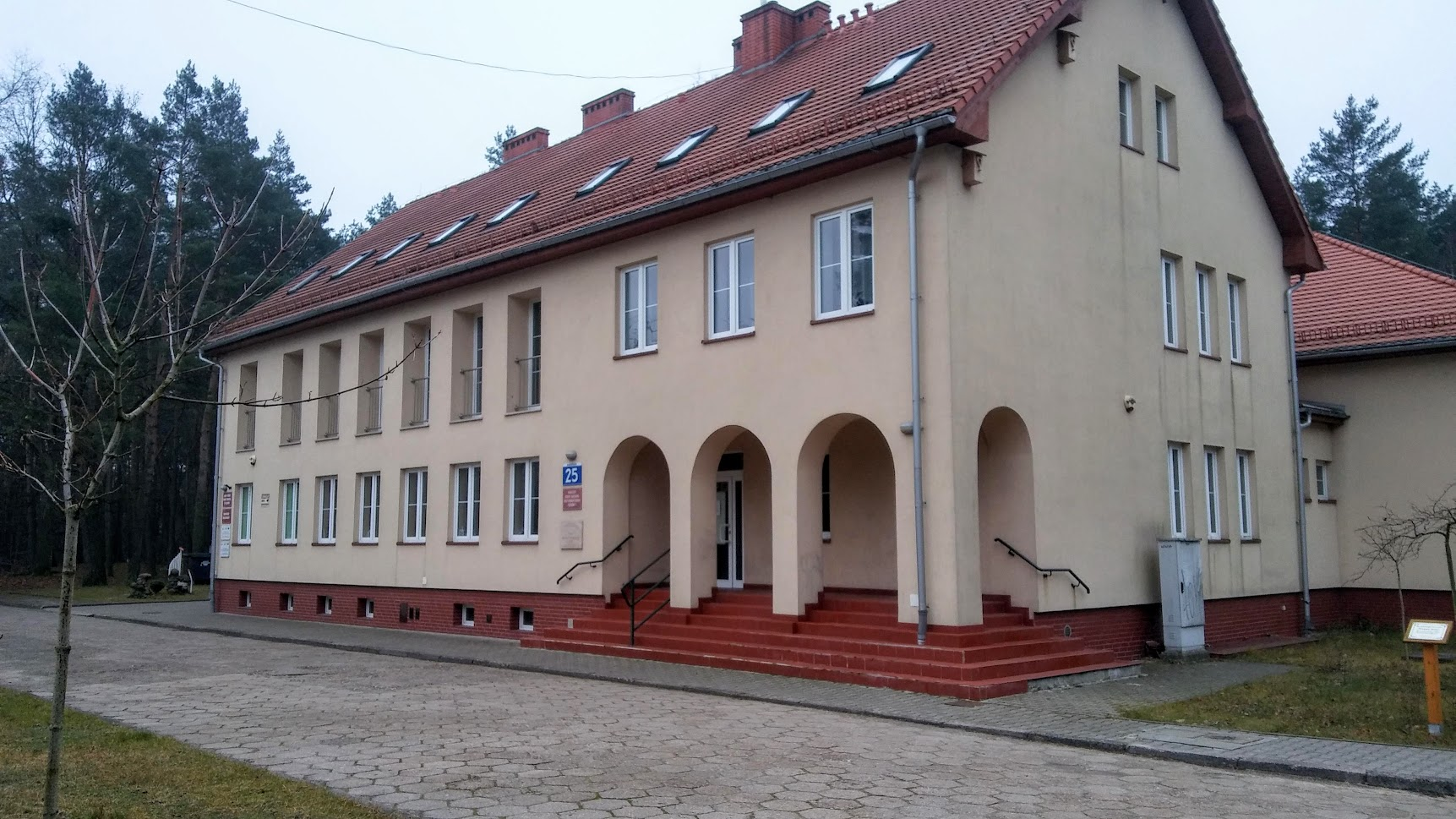
Centrum Usług Społecznych w Radiówku (dawniej Gminny Ośrodek Pomocy Społecznej)

## Znany mieszkaniec
W latach 1956–1960 w Radiówku mieszkał angielski pisarz George Bidwell.

## Transport
Radiówek znajduje się bezpośrednio przy Szosie Lubelskiej (S17). Od 1 maja 2020 do 3 czerwca 2020 bezpośredni dojazd transportem zbiorowym do Radiówka zapewniała linia 722 kursująca z Warszawy do Otwocka (Wiatraczna - Kupiecka), która zajeżdżała do osiedla w wybranych kursach; wcześniej od 1 marca 2009 roku na pętli na osiedlu linia ta kończyła swoją trasę. Od 4 czerwca 2020 autobus nie zatrzymywał się na terenie osiedla, lecz w zatoce za wiaduktem drogi bocznej S17, która znajduje się kilkaset metrów od osiedla. Od 5 lutego 2022 autobusy linii 722 na stałe zatrzymują się na przystanku Radiówek 03 przy budynku Centrum Usług Społecznych. 

## Źródła
- Plan odnowy osiedla Radiówek, Stowarzyszenie Przyjaciół Radiówka
- Gmina Wiązowna. Nowe dane demograficzne
- Jacek Kałuszko, Paweł Ajdacki "Otwock i okolice" Wydawnictwo Rewasz 2006